# جورج يونغ (مؤرخ)
جورج يونغ هو مؤلف ومؤرخ كندي، ولد في 31 ديسمبر 1821، وتوفي في 1 أغسطس 1910.